# 航空自衛隊の群一覧
航空自衛隊の群等一覧（こうくうじえいたいのぐんいちらん、List of JASDF Group）は、現在編成されている航空自衛隊の群等の一覧である。
総軍である航空総隊の他、航空教育集団、航空支援集団、航空開発実験集団といった「集団」の下に存在する。防衛大臣直轄部隊も存在する。

## 航空総隊隷下部隊

### 航空団飛行群
- 第2航空団飛行群
- 第3航空団飛行群
- 第5航空団飛行群
- 第6航空団飛行群
- 第7航空団飛行群
- 第8航空団飛行群
- 第9航空団飛行群

### 防空管制群
- 北部防空管制群
- 中部防空管制群
- 西部防空管制群
- 南西防空管制群

### 高射群
- 北部高射群
- 中部高射群
- 西部高射群
- 南西高射群

### 整備補給群・整備群
- 第2航空団整備補給群
- 第3航空団整備補給群
- 第5航空団整備補給群
- 第6航空団整備補給群
- 第7航空団整備補給群
- 第8航空団整備補給群
- 第9航空団整備補給群
- 中部航空警戒管制団整備補給群
- 西部航空警戒管制団整備補給群
- 警戒航空団
  - 第1整備群-三沢基地
  - 第2整備群-浜松基地

### 基地業務群
- 第2航空団基地業務群
- 第3航空団基地業務群
- 第5航空団基地業務群
- 第6航空団基地業務群
- 第7航空団基地業務群
- 第8航空団基地業務群
- 第9航空団基地業務群
- 中部航空警戒管制団基地業務群
- 西部航空警戒管制団基地業務群

### 総隊直轄部隊
- 警戒航空団
  - 飛行警戒管制群
  - 飛行警戒監視群（旧飛行警戒監視隊）
- 作戦システム運用隊（旧称防空指揮群及びプログラム管理隊）
  - 作戦システム管理群
- 作戦情報隊
  - 作戦情報処理群
  - 電波情報収集群
  - 情報資料群

### 航空救難団
- 航空救難団飛行群
- 航空救難団整備群

### 航空戦術教導団
- 飛行教導群
- 高射教導群
- 電子作戦群

## 航空支援集団隷下部隊

### 整備補給群・整備群
- 第1輸送航空隊整備補給群
- 第2輸送航空隊整備群
- 第3輸送航空隊整備補給群

### 基地業務群
- 第1輸送航空隊基地業務群
- 第3輸送航空隊基地業務群

### 支援集団直轄部隊
- 航空保安管制群
- 航空気象群

### その他の飛行群
- 第1輸送航空隊飛行群
- 第3輸送航空隊飛行群

## 航空教育集団隷下部隊

### 航空団飛行群
- 第1航空団飛行群
- 第4航空団飛行群

### 飛行教育団飛行教育群
- 第11飛行教育団飛行教育群
- 第12飛行教育団飛行教育群
- 第13飛行教育団飛行教育群

### 教育群
- 航空学生教育群
- 第1教育群
- 第2教育群

### 整備補給群
- 第1航空団整備補給群
- 第4航空団整備補給群
- 第11飛行教育団整備補給群
- 第12飛行教育団整備補給群
- 第13飛行教育団整備補給群

### 基地業務群
- 第1航空団基地業務群
- 第4航空団基地業務群
- 第11飛行教育団基地業務隊
- 第12飛行教育団基地業務群
- 第13飛行教育団基地業務群
- 航空教育隊基地業務群

## 航空開発実験集団隷下部隊
- 飛行開発実験団
  - 飛行実験群
  - 整備群
- 電子開発実験群

## 防衛大臣直轄部隊
- 宇宙作戦群

## 廃止(整理・解散)された部隊

### 警戒群
各警戒群は各警戒隊へ改編された。
- 第1警戒群-笠取山分屯基地
- 第13警戒群-高畑山分屯基地
- 第23警戒群-輪島分屯基地
- 第27警戒群-大滝根山分屯基地
- 第42警戒群-大湊分屯基地
- 第43警戒群-背振山分屯基地
- 第45警戒群-当別分屯基地
- 第56警戒群-与座岳分屯基地